# Suðuroy
Suðuroy, littéralement l'« île du Sud », est l'île la plus méridionale des îles Féroé.

## Géographie
D'une superficie de 163,7 km², Suðuroy accueillait 5 041 habitants en 2004.

## Géologie
Durant l'Holocène, les Féroé ont été partiellement balayées par au moins deux mégatsunamis. Le premier de ces tsunamis était une vague de grande hauteur quand elle a déferlé  sur les îles Féroé. Cette vague résultait des glissements de terrain de Storegga, effondrement sous-marin (quelques heures plus tôt) d'un large pan du plateau continental sur une zone encore sismiquement active de nos jours, et riche en gaz naturel, située à l'ouest de l'actuelle Norvège.

## Galerie

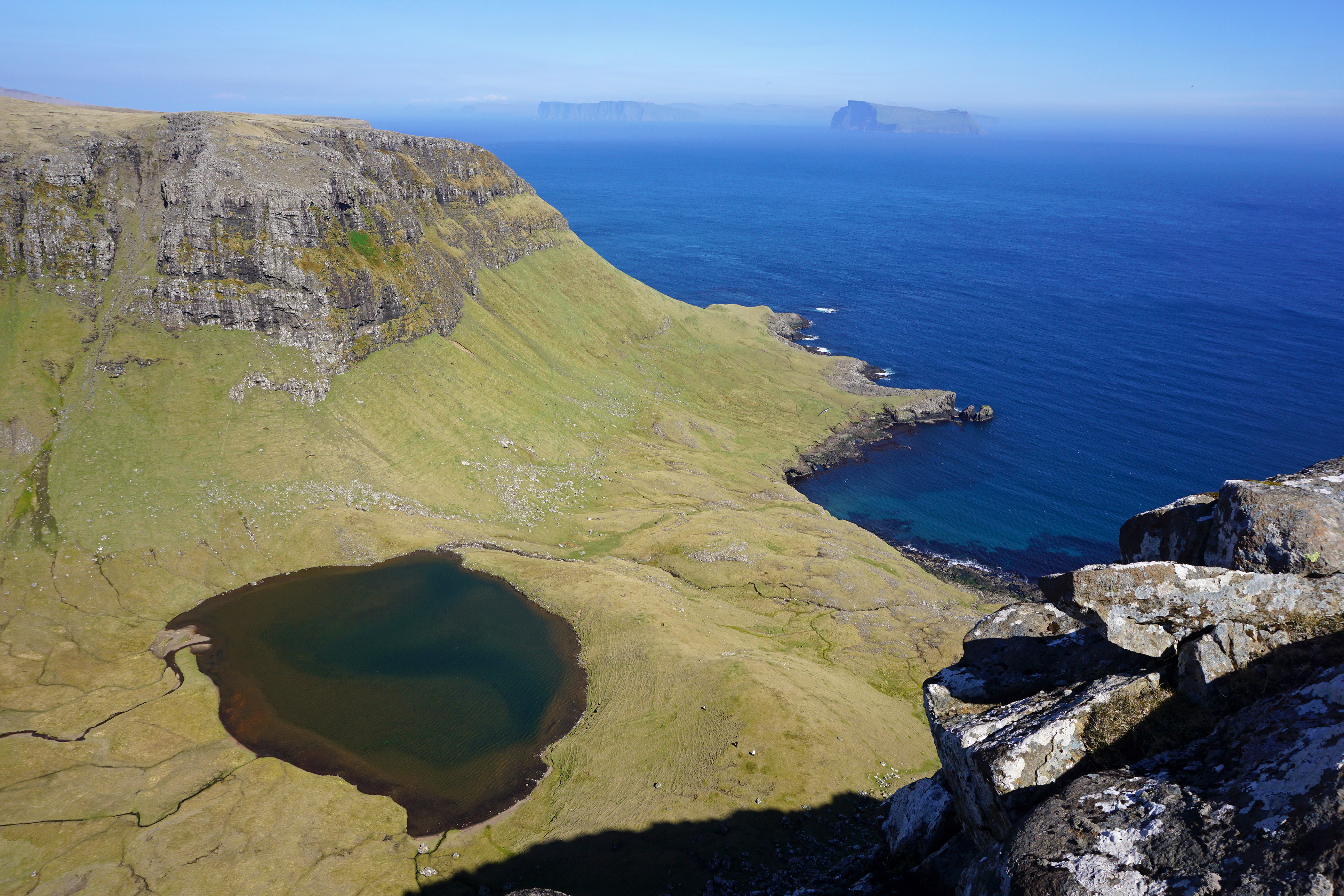
Hvannhagi, à Suðuroy. Mai 2019.
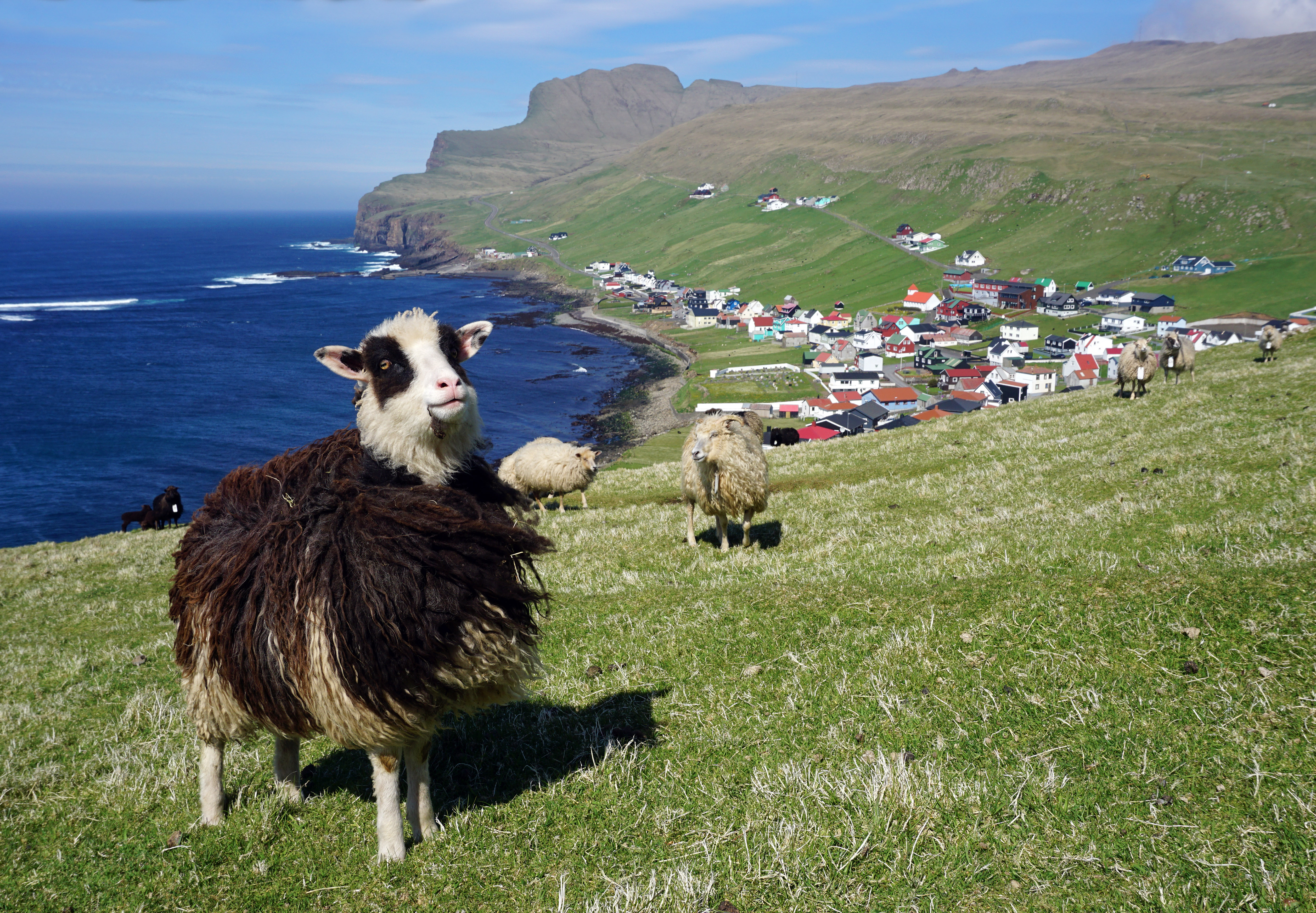
Moutons sur l'ile de Suðuroy, en arrière plan la ville de Sumba (îles Féroé). Mai 2019.
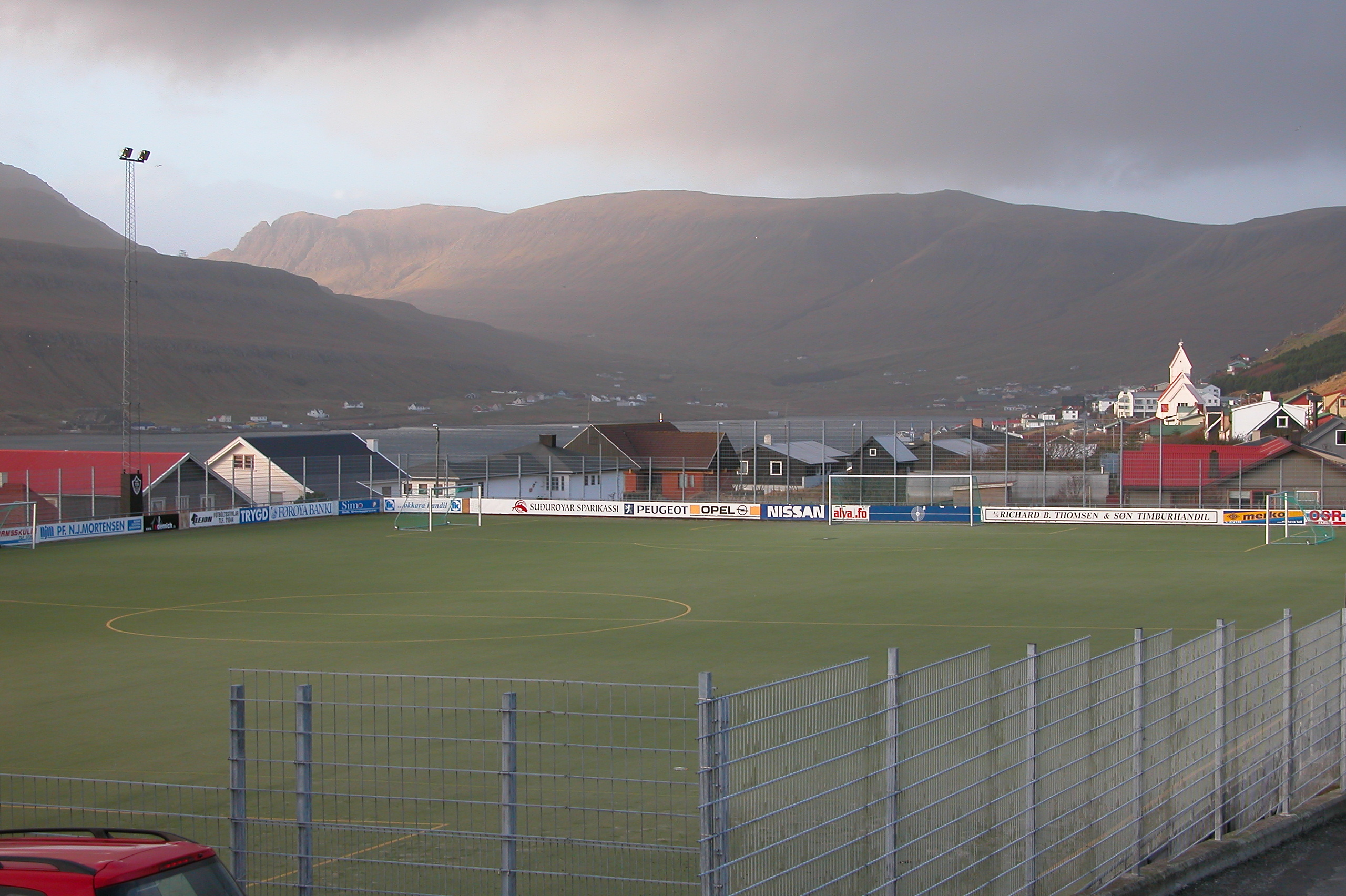
Centre sportif à Tvøroyri.